# Rodolfo Halffter Escriche
Rodolfo Halffter Escriche (* 30. Januar 1900 in Madrid; † 14. Oktober 1987 in Mexiko-Stadt) war ein spanisch-mexikanischer Komponist.

## Biografie
Halffter stammte aus einer spanischen Musikerfamilie. Sein Vater Ernesto Halffter Hein war Juwelier und stammte aus Königsberg, seine Mutter Rosario Escriche Erradón aus Katalonien.
Initiiert durch die Mutter, erlernten Rodolfo und sein Bruder Ernesto Halffter als Kinder das Musizieren. Ernesto vertiefte später seine Fertigkeiten überwiegend autodidaktisch, zum Teil wurde er dabei von Manuel de Falla unterstützt. Sein Bruder wurde später ebenso als Komponist bekannt, wie auch sein Neffe Cristóbal Halffter.
In Madrid gab Rodolfo als Pianist Konzerte und komponierte. Er gehörte den dortigen intellektuellen Kreisen und mehreren musikalischen Gruppen an, unter anderem der „Grupo de Madrid“ und „Grupo de los Ocho“ (dt.: Gruppe der Acht), die der Generación del 27 zugehörig war.
Während des Spanischen Bürgerkriegs engagierte er sich in der Allianz der antifaschistischen Intellektuellen und arrangierte eine Reihe von volkstümlichen Liedern über den Kampf der spanischen Republik gegen die faschistischen Putschisten, die später auf einer Sammlung von Liedern zum Spanischen Bürgerkrieg (canti della guerra di Spagna) in Italien erneut veröffentlicht wurden.
Nach Ende des Spanischen Bürgerkriegs 1939 emigrierte Halffter nach Mexiko und nahm ein Jahr darauf die mexikanische Staatsbürgerschaft an. In Mexiko machte er sich als Komponist einen Namen und wurde Professor am Conservatorio Nacional de Música. Bei der mexikanischen Musikzeitschrift „Ediciones Mexicanas de Música“ war er Direktor.
Ab 1963 hielt er sich immer wieder in Spanien auf, lehrte als Professor für Komposition in Granada und Santiago de Compostela und nahm an Musik- und Konzertveranstaltungen in Cuenca und Madrid teil.
Für seine Werke wurde Rodolfo Halffter unter anderem 1976 mit dem mexikanischen Nationalpreis für Künste und Geisteswissenschaften und 1985 mit dem spanischen Nationalpreis für Musik ausgezeichnet. Er war Mitglied der mexikanischen Academia de Artes.

## Werke
- Canciones sobre Marinero en Tierra de Alberti
- Don Lindo de Almería (1936)
- Dos Sonatas de El Escorial (1930)
- Tres Epitafios (para las sepulturas de Don Quijote, Dulcinea y Sancho Panza), Text von Cervantes
- Concierto para violín y orquesta (1940)